# Kalender einer Ehe
Kalender einer Ehe ist ein populärwissenschaftlicher Film des DEFA-Studios für Kurzfilme von Wolfgang Bartsch aus dem Jahr 1970.

## Handlung
Die fiktive Familiengeschichte wird in der Vergangenheitsform wiedergegeben, während der Rest den dokumentarischen Teil betrifft.
Eine Schauspielerin und ein Schauspieler spielen in diesem Film das Ehepaar Regina und Helmut Walter, die die Probleme einer jungen Ehe darstellen sollen. Regina ist 26 und Helmut 32 Jahre alt, ihr gemeinsames Leben nahm sieben Jahre zuvor seinen Anfang. Regina war zu dieser Zeit Chemiestudentin im zweiten Semester und Helmut war Chemiefacharbeiter, der im Abendstudium den Titel eines Chemieingenieurs erreichen will. Im dritten Semester meldete sich bei Regina ein Baby an und sie musste ihr Studium erst einmal unterbrechen. Da es sich hierbei nur um Rollenspiele handelt, legt Helmut sein Veto ein, da er der Meinung ist, dass man deshalb nicht das Studium unterbrechen muss. Seine Regina nimmt ihre Sachen und geht zu einer Universität, um die dortigen Studentinnen zu dem Thema zu interviewen.
Fast alle der befragten jungen Frauen geben zur Antwort, das Studium nicht unterbrechen zu wollen und lieber für diese Zeit die Mütter zu bitten, die Pflege zu übernehmen. Bei einigen ist dieser Fall bereits eingetreten, denn ein Krippenplatz ist schwer zu bekommen. Es sind aber auch Fälle bekannt, in denen Kommilitoninnen das Studium unter- oder abgebrochen haben.
Regina bleibt aber in dem Gespräch mit ihrem Mann dabei, das Studium abgebrochen und das Kind bekommen zu haben. Gemeinsam lebten sie in einem möblierten Zimmer und während er mit seinem Abendstudium beschäftigt war, kümmerte sie sich um das Kind und den Haushalt. Dabei kam es häufig zum Streit, so dass sogar eine Scheidung in Betracht gezogen wurde. Jetzt will es aber Helmut genauer wissen und geht sich informieren.
In einem Jugendklub findet er eine Gruppe junger Menschen, die sich den Vortrag einer Richterin über die Ehe anhört und der auch Fragen gestellt werden können. Nach der Veranstaltung steht diese Richterin für ein Interview zur Verfügung. Hier erzählt sie, dass es ein Teil ihrer Arbeit ist, in öffentlichen Veranstaltungen Probleme zu besprechen, die häufig Gegenstände von Gerichtsverhandlungen sind. Besonders bei Scheidungsverfahren gibt es einen hohen Anteil junger Paare, da bereits 30 Prozent der Frauen bei der Eheschließung schwanger sind, also bevor sie sich richtig kennengelernt haben.
Als Helmut die Richterin wieder verlässt, trifft er im Flur auf Regina und beiden ist klar, sich nicht scheiden zu lassen. Doch wie könnte es nun weitergehen, da nur einer von ihnen das Studium fortsetzen kann und das ist in den meisten Fällen der Mann. Inzwischen wurde Helmut von seinem Betrieb zum Direktstudium delegiert, was eine wesentlich kürzere Studienzeit bedeutete. Da sie inzwischen einen Krippenplatz für ihr Kind bekommen hatten, kann Regina in einem Chemielabor arbeiten gehen, denn einer muss ja das Geld verdienen. Hier wird sie aber von ihrem Chef aufgefordert, sich weiterzubilden, da Leitungskräfte gebraucht werden und sie dafür geeignet ist. Weil sie mit Helmuts Einstellung zu Frauen und der Gleichberechtigung nicht ganz einverstanden ist, soll er sich einmal anhören, wie die über die Ehe denken.
Dafür geht er zum Kombinat NARVA, fast ein reiner Frauenbetrieb, um sich dort mit den Arbeiterinnen zu unterhalten. Die erste Frau, mit der er spricht, ist eigentlich bereits aus dem Jugendalter heraus, da sie bereits vor 25 Jahren mit dem Abschluss der 8. Klasse die Schule verlassen hat. Trotzdem setzt sie sich noch einmal auf eine Schulbank, um sich zu qualifizieren und daran hat ihr Mann einen großen Anteil. Das ist nicht bei allen Frauen so, die befragt werden. Eine ihrer Kolleginnen stellt fest, dass die Einstellung der Männer zu den Frauen recht unterschiedlich ist. Sie hat den Eindruck, dass manche Männer mit dem Selbstbewusstsein und der Entwicklung der Frauen nicht ganz mitkommen. Nach diesen Gesprächen gewinnt Helmut den Eindruck, dass die Wirklichkeit dem Gesetz hinterherhinkt und manche Frauen noch um ihre Rechte kämpfen müssen.
Als ihr Kind etwa vier Jahre alt war, hatte das Ehepaar Walter fast alles geschafft, was sie angestrebt hatten. Doch dann kam eine erneute Schwangerschaft Reginas, was für sie einer Katastrophe gleichkam. Zuerst wollte es Helmut nicht glauben, bis ein Arzt das bestätigte. Doch dann wollte seine Freude kein Ende nehmen, jedoch vergaß er dabei, auf Reginas Gefühle zu achten. Natürlich wollte sie noch ein Kind, aber etwas später. Sie war verzweifelt und wusste nicht mehr was sie tat.
Die nächsten Filmaufnahmen kommen aus einem Krankenhaus und die Kamera wird Zeugin eines Schwangerschaftsabbruchs. Hierzu gibt ein Frauenarzt einige Erläuterungen, denn es kommt zu sehr viel Leid, wenn eine Frau ein Kind empfängt, obwohl sie es nicht wünscht. Aber der Arzt ist auch der Meinung, dass viele Frauen keine Vorstellung von der Gefährlichkeit einer Abtreibung haben. Nach einer Aufzählung der Gefahren, die sogar bis zum Tod führen können, kommt noch eine mögliche, lebenslange Unfruchtbarkeit hinzu. Eine Patientin, die gerade einen Schwangerschaftsabbruch hinter sich gebracht hat, erzählt über ihre Beweggründe und Gedanken.
Da Regina das Kind nicht bekommen wollte, füllte sie einen „Antrag auf Schwangerschaftsunterbrechung“ aus und musste vor einer Unterbrechungskommission, die aus fünf Personen bestand, Rede und Antwort stehen.
Die Hauptaufgabe dieser Kommission besteht jedoch darin, die schwangeren Frauen davon zu überzeugen, das Kind zu bekommen. Zu welchem Ergebnis die Kommission gekommen ist, bleibt offen. Im Anschluss wird noch eine Gruppe von Leuten vorgestellt, zu denen auch der Sekretär der zentralen Kommission für Familienplanung in der DDR, ein Frauenarzt und eine Fürsorgerin gehören, die sich mit der Schwangerschaft und deren Verhinderung befassen. In den Gesprächen stellt sich heraus, dass die modernen Mittel zur Schwangerschaftsverhütung bevorzugt werden. Dazu gehört auch die neu entwickelte Antibabypille, der allerdings noch sehr viel Skepsis, besonders von den Männern, entgegengebracht wird. Die Pille ist aber ein weiteres Mittel zur Durchsetzung der Gleichberechtigung der Frauen, sie haben dadurch die Möglichkeit, selbstständig zu entscheiden, wann sie ein Kind bekommen wollen und haben dadurch auch die Möglichkeit, die Liebe viel intensiver zu erleben.
Zum Abschluss des Films wird noch eine glückliche junge Frau gezeigt, die im Krankenhaus ihr neugeborenes Kind zum Stillen an das Bett gebracht bekommt.

## Produktion und Veröffentlichung
Kalender einer Ehe mit dem Untertitel Ein Film zum Thema Gleichberechtigung wurde von der Künstlerischen Arbeitsgruppe „Kinokurzfilm“ unter dem Arbeitstitel Familienplanung als Schwarzweißfilm gedreht und hatte seine Premiere Ende November 1970 als Wettbewerbsbeitrag während der Internationalen Leipziger Dokumentar- und Kurzfilmwoche für Kino und Fernsehen. Der Anlauf in den Kinos der DDR begann am 22. Januar 1971. Am 12. April 1971 war dieser Film im 1. Programm des Deutschen Fernsehfunks zum ersten Mal zu sehen.

## Rezeption
In der Berliner Zeitung findet Günter Sobe, dass dieser populärwissenschaftliche Streifen einen Preis verdient hätte und schreibt weiter: 

„Das ist eine intelligente Mischung aus Spielfilmelementen und Elementen des publizistisch aufgebauten Umfragefilms zu Problemen des modernen Zusammenlebens in der Ehe, zu Fragen moderner Familienplanung – unterhaltsam und belehrend und dabei vorurteilsfrei. Ein angenehmer Film.“